# Elleanthus wallnoeferi
Elleanthus wallnoeferi är en orkidéart som beskrevs av Dariusz Lucjan Szlachetko. Elleanthus wallnoeferi ingår i släktet Elleanthus och familjen orkidéer.
Artens utbredningsområde är Peru. Inga underarter finns listade i Catalogue of Life.